# Nekrolog 1563
Nekrolog
◄◄
| ◄
| 1559
| 1560
| 1561
| 1562
| 1563 | 1564 | 1565 | 1566 | 1567 | ► | ►►
Weitere Ereignisse | Allgemeiner Nekrolog 1563
Die Beschreibung der verstorbenen Person sollte so kurz wie möglich gehalten sein und nur deren signifikante Tätigkeit(en) enthalten.
Neue Namen ggf. auch unter dem Geburts- und Sterbedatum, also etwa unter 1. Januar und im Geburts- und Sterbejahr (2024) eintragen (nur bei entsprechender großer Wichtigkeit). Für Beispiele siehe die schon vorhandenen Artikel.
Außerdem über die fünf zuletzt Verstorbenen, zu denen es einen ausreichend guten Artikel für eine Präsentation auf der Hauptseite gibt, nach der todesbedingten Überarbeitung der Artikel ggf. auch unter Wikipedia Diskussion:Hauptseite informieren und sie am besten auch in den anderen Wikipedia-Sprachversionen eintragen. Tipp: Regelmäßig bei news.google.de nach „ist tot“, „gestorben“ oder „verstorben“ suchen.
Wenn eine Person gestorben ist, gibt es viele Seiten zu dieser Person in der Wikipedia, die davon auch betroffen sind und entsprechend aktualisiert werden müssen. Beispiele: Namenübersichtsseite, Geburtsjahr, Geburtsort-Seiten und viele mehr.
Wie finde ich die betroffenen Seiten?
Im Suchfeld auf der linken Seite gibt man den Suchbegriff so ein: „Vorname Nachname“. Dann klickt man auf Volltext und alle Seiten mit entsprechendem Suchtext werden aufgerufen. Hier sieht man dann schnell, wo auch das Todesjahr Sinn macht oder sogar ein Teil des Artikels angepasst werden muss. Auch hilft das „Werkzeug“ auf der linken Seite sehr gut, um solche Seiten aufzufinden: „Links auf diese Seite“. Somit ist die Wikipedia wieder aktuell in allen Bereichen! Hinweis: bei Eintragung der Kategorie „Gestorben JAHR“ wird der Missbrauchsfilter 49 ausgelöst, was jedoch nicht schlimm ist. Siehe: Spezial:Missbrauchsfilter/49
Dies ist eine Liste von im Jahr 1563 verstorbenen bekannten Persönlichkeiten. Die Einträge erfolgen innerhalb der einzelnen Daten alphabetisch sortiert. Tiere sind im Nekrolog für Tiere zu finden.

## Januar
| Tag        | Name                          | Beruf, bekannt als                                                 | Alter | Beleg |
| ---------- | ----------------------------- | ------------------------------------------------------------------ | ----- | ----- |
| 4. Januar  | Elisabeth von Hessen          | Herzogin von Zweibrücken, Pfalzgräfin von Simmern                  |       |       |
| 4. Januar  | Philippe Negri                | spanischer Botschafter im Vereinigten Königreich                   |       |       |
| 6. Januar  | Giovanni Battista Castaldo    | italienischer Condottiere und General                              |       |       |
| 12. Januar | Paul vom Rode                 | evangelischer Theologe und Reformator                              | 74    |       |
| 17. Januar | Rochus Merz von Staffelfelden | vorderösterreichischer Beamter, kaiserlicher Rat                   |       |       |
| 17. Januar | Johann Rudel                  | deutscher Rechtswissenschaftler und Syndicus der Hansestadt Lübeck |       |       |

## Februar
| Tag         | Name                                     | Beruf, bekannt als                                                           | Alter | Beleg |
| ----------- | ---------------------------------------- | ---------------------------------------------------------------------------- | ----- | ----- |
| 1. Februar  | Minas                                    | Negus Negest (Kaiser) von Äthiopien                                          |       |       |
| 2. Februar  | Hans Neusidler                           | deutscher Lautenist und Komponist ungarischer Herkunft                       |       |       |
| 4. Februar  | Wilhelm von Brandenburg-Ansbach-Kulmbach | Erzbischof der Hansestadt Riga (1539–1561), Markgraf von Brandenburg-Ansbach | 64    |       |
| 24. Februar | François de Lorraine, duc de Guise       | französischer Feldherr und Staatsmann, Herzog von Guise                      | 44    |       |
| Februar     | Francisco de Villagra                    | spanischer Adliger; Gouverneur von Chile (1561–1563)                         |       |       |

## März
| Tag      | Name                   | Beruf, bekannt als                                                                | Alter | Beleg |
| -------- | ---------------------- | --------------------------------------------------------------------------------- | ----- | ----- |
| 2. März  | Ercole Gonzaga         | Kardinal, Bischof von Mantua und Regent des Herzogtums Mantua                     | 57    |       |
| 11. März | Jacopo Nardi           | italienischer Historiker                                                          |       |       |
| 13. März | Hieronymus Frobenius   | Schweizer Buchdrucker und Verleger                                                | 61    |       |
| 17. März | Girolamo Seripando     | italienischer Theologe, Ordensoberhaupt der Augustiner und Erzbischof von Salerno | 69    |       |
| 18. März | Albrecht II.           | Graf von Hoya (1545–1563)                                                         |       |       |
| 18. März | Jean de Poltrot        | französischer Edelmann (Angoumois)                                                |       |       |
| 19. März | Arthur Brooke          | englischer Dramatiker und Übersetzer                                              |       |       |
| 28. März | Glarean                | Schweizer Humanist und Universalgelehrter                                         |       |       |
| März     | Leupold Scharnschlager | Persönlichkeit der Täuferbewegung                                                 |       |       |

## April
| Tag       | Name                | Beruf, bekannt als                            | Alter | Beleg |
| --------- | ------------------- | --------------------------------------------- | ----- | ----- |
| 5. April  | Georg Melhorn       | deutscher Pädagoge und evangelischer Theologe |       |       |
| 15. April | Bernhard VIII.      | Graf zur Lippe                                | 35    |       |
| 18. April | Francisco Marroquín | erster Bischof Guatemalas                     |       |       |
| 20. April | Pedro de Soto       | spanischer Dominikaner und Theologe           |       |       |

## Mai
| Tag     | Name              | Beruf, bekannt als                        | Alter | Beleg |
| ------- | ----------------- | ----------------------------------------- | ----- | ----- |
| 2. Mai  | Georg Schweicker  | Weihbischof in Speyer                     |       |       |
| 7. Mai  | Muhammad Ghaus    | indischer Sufi-Heiliger                   | 61    |       |
| 16. Mai | Wolfgang Zobel    | deutscher Benediktinerabt                 |       |       |
| 21. Mai | Martynas Mažvydas | litauischer Schriftsteller und Übersetzer |       |       |
| 24. Mai | Heinrich Köhler   | Lübecker Kaufmann und Ratsherr            |       |       |

## Juni
| Tag      | Name                                    | Beruf, bekannt als                                                                    | Alter | Beleg |
| -------- | --------------------------------------- | ------------------------------------------------------------------------------------- | ----- | ----- |
| 11. Juni | Ruprecht Pullacher                      | habsburgisch-böhmischer Münzmeister                                                   |       |       |
| 20. Juni | Konrad Braun                            | deutscher Kanonist und Theologe                                                       |       |       |
| 29. Juni | Katharina von Braunschweig-Wolfenbüttel | Prinzessin von Braunschweig-Wolfenbüttel, durch Heirat Herzogin von Sachsen-Lauenburg |       |       |
| 29. Juni | Paulus I. Zeller                        | deutscher Zisterzienserabt                                                            |       |       |
| Juni     | Hermann II. Wesel                       | deutscher römisch-katholischer Geistlicher; Fürstbischof von Tartu                    |       |       |

## Juli
| Tag      | Name                  | Beruf, bekannt als                                                                    | Alter | Beleg |
| -------- | --------------------- | ------------------------------------------------------------------------------------- | ----- | ----- |
| 24. Juli | Giovan Battista Gelli | italienischer Humanist, Schriftsteller, Dichter, Übersetzer, Philologe und Akademiker | 64    |       |
| 31. Juli | Agostino Mainardi     | Augustinermönch, Prior, katholischer Theologe, Reformator von Chiavenna               |       |       |

## August
| Tag        | Name                       | Beruf, bekannt als                                                                                               | Alter | Beleg |
| ---------- | -------------------------- | --- | ----- | ----- |
| 6. August  | Christoph von Gendorf      | Bergbauunternehmer und Oberster böhmischer Berghauptmann                                                         |       |       |
| 18. August | Étienne de La Boétie       | französischer Schriftsteller                                                                                     | 32    |       |
| 22. August | Johann Travers             | Schweizer Jurist, Bündner Landeshauptmann und Heerführer und Mitbegründer der rätoromanischen Sprache im Engadin |       |       |
| 30. August | Wolfgang Musculus          | reformierter Theologe                                                                                            | 65    |       |
| 31. August | Giovanni Angelo Montorsoli | italienischer Bildhauer und Architekt                                                                            |       |       |

## September
| Tag           | Name              | Beruf, bekannt als        | Alter | Beleg |
| ------------- | ----------------- | ------------------------- | ----- | ----- |
| 11. September | Johann Pennarius  | Weihbischof in Köln       |       |       |
| 20. September | Pankraz Labenwolf | Nürnberger Erzgießer      |       |       |
| 22. September | Ditmar Koel       | Bürgermeister von Hamburg |       |       |

## Oktober
| Tag         | Name            | Beruf, bekannt als                                | Alter | Beleg |
| ----------- | --------------- | ------------------------------------------------- | ----- | ----- |
| 10. Oktober | Jakob Zili      | Schweizer Kaufmann und Politiker                  |       |       |
| 13. Oktober | Bernhard Abel   | deutscher Steinmetz und Bildhauer der Renaissance |       |       |
| 18. Oktober | Heinrich Brömse | Ratsherr in Lübeck                                |       |       |
| 22. Oktober | Diego de Siloé  | spanischer Architekt und Bildhauer                |       |       |

## November
| Tag          | Name                         | Beruf, bekannt als                    | Alter | Beleg |
| ------------ | ---------------------------- | ------------------------------------- | ----- | ----- |
| 12. November | Johann Neudörffer der Ältere | Schreib- und Rechenmeister            | 66    |       |
| November     | John Bale                    | englischer Geistlicher und Dramatiker |       |       |

## Dezember
| Tag          | Name                                  | Beruf, bekannt als                                                             | Alter | Beleg |
| ------------ | ------------------------------------- | ------------------------------------------------------------------------------ | ----- | ----- |
| 10. Dezember | Georg von Pappenheim                  | Bischof von Regensburg                                                         |       |       |
| 12. Dezember | Philipp von Helmstatt                 | Hofmeister bei Bischof Georg von Speyer                                        | 67    |       |
| 29. Dezember | Sebastian Castellio                   | französischer humanistischer Gelehrter                                         |       |       |
| 29. Dezember | Thomas Naogeorg                       | neulateinischer Dramatiker, evangelischer Theologe, Pamphletist und Reformator | 55    |       |
| 31. Dezember | Charles I. de Cossé, comte de Brissac | französischer General und Diplomat, Marschall von Frankreich                   |       |       |
| 31. Dezember | Ambrosius Wilfflingseder              | deutscher Musikpädagoge und Schulmusiker                                       |       |       |

## Datum unbekannt
| Tag | Name                                | Beruf, bekannt als                                                                            | Alter | Beleg |
| --- | ----------------------------------- | --------------------------------------------------------------------------------------------- | ----- | ----- |
|     | Domenico dell’Allio                 | italienischer Baumeister                                                                      |       |       |
|     | Peter Becker                        | deutscher Theologe und Reformator                                                             |       |       |
|     | Gaspar Correia                      | portugiesischer Historiker                                                                    |       |       |
|     | Adolf Eichholz                      | deutscher Humanist, Jurist und Rektor der Universität zu Köln                                 |       |       |
|     | Christoph von Eyczing               | österreichischer Adliger und Beamter                                                          |       |       |
|     | Diego García de Paredes             | spanischer Konquistador                                                                       |       |       |
|     | Matthias von Held                   | Reichsvizekanzler                                                                             |       |       |
|     | François Le Clerc                   | Kaperkapitän                                                                                  |       |       |
|     | Melchior Metzger                    | Richter, Stadtsiegler und Bürgermeister von Tübingen                                          |       |       |
|     | Philipp Michel Novenianus           | deutscher Mediziner und Schriftsteller                                                        |       |       |
|     | Aaron von Pesaro                    | italienischer Geschäftsmann und Laienwissenschaftler                                          |       |       |
|     | Francesco Salviati                  | italienischer Maler und Zeichner                                                              |       |       |
|     | Andrea Schiavone                    | venezianischer Maler                                                                          |       |       |
|     | Gervasius Schuler                   | Schweizer evangelischer Theologe und Reformator                                               |       |       |
|     | John Shute                          | englischer Miniaturmaler und Autor von Abhandlungen über Architektur                          |       |       |
|     | Filips van Stavele                  | spanischer Botschafter im Vereinigten Königreich                                              |       |       |
|     | Jane Stuart                         | Gouvernante der schottischen Königin Maria I., Mätresse des französischen Königs Heinrich II. |       |       |
|     | Tada Mitsuyori                      | Samurai der Sengoku-Zeit                                                                      |       |       |
|     | Christian Tubingius                 | deutscher Theologe; letzter katholischer Abt des Klosters Blaubeuren                          |       |       |
|     | Balthasar Friedrich von der Planitz | Adliger, Militär                                                                              | 52    |       |
|     | Dmytro Wyschneweckyj „Bajda“        | Ataman der Saporoger Kosaken                                                                  |       |       |